# Apartment 7A
Apartment 7A är en amerikansk psykologithrillerfilm från 2024, samt en prequel på psykologiskräckfilmen Rosemarys baby från 1968. Filmen släpptes för streaming på den amerikanska streamingtjänsten Paramount+ den 27 september 2024. Filmen, som är den fjärde adaptionen i filmserien baserad på Ira Levins roman Rosemarys baby, är regisserad av Natalie Erika James, från ett manus skrivet av henne själv, Christian White och Skylar James. Huvudrollerna i filmen spelas av Julia Garner, Jim Sturgess, och Dianne Wiest.
Filmen spelades in i London, mellan mars och juni 2022. Den skulle senare komma att genomgå vissa omtagningar, vilket den gjorde mellan april och maj 2023.

## Handling
Filmens handling utspelar sig i New York under år 1965, och kretsar kring en ung dansare, som under filmens gång bestämmer sig för att hyra ett husrum, detta av ett äldre pensionärspar.

## Rollista
| Julia Garner          | – Terry Gionoffrio          |
| Dianne Wiest          | – Margaux "Minnie" Castevet |
| Kevin McNally         | – Roman Castevet            |
| Jim Sturgess          | – TBA                       |
| Marli Siu             | – TBA                       |
| Rosy McEwen           | – TBA                       |
| Amy Leeson            | – Rosemary Woodhouse        |
| Scott Hume            | – Gary Woodhouse            |
| Andrew Buchan         | – TBA                       |
| Kobna Holdbrook-Smith | – TBA                       |